# Ворен Саут (Пенсилванија)
Ворен Саут (енгл. Warren South) град је у америчкој савезној држави Пенсилванија.

## Демографија
По попису из 2000. године број становника је 1.651.
| Група             | 2000.         | 2010.    |
| Белци             | 1.629 (98,7%) | 0 (0,0%) |
| Афроамериканци    | 1 (0,1%)      | 0 (0,0%) |
| Азијати           | 5 (0,3%)      | 0 (0,0%) |
| Хиспаноамериканци | 5 (0,3%)      | 0 (0,0%) |
| Укупно            | 1.651         | 0        |